# Campocraspedon truncatus
Campocraspedon truncatus är en stekelart som beskrevs av Dasch 1964. Campocraspedon truncatus ingår i släktet Campocraspedon och familjen brokparasitsteklar. Inga underarter finns listade.